# Kozierówka

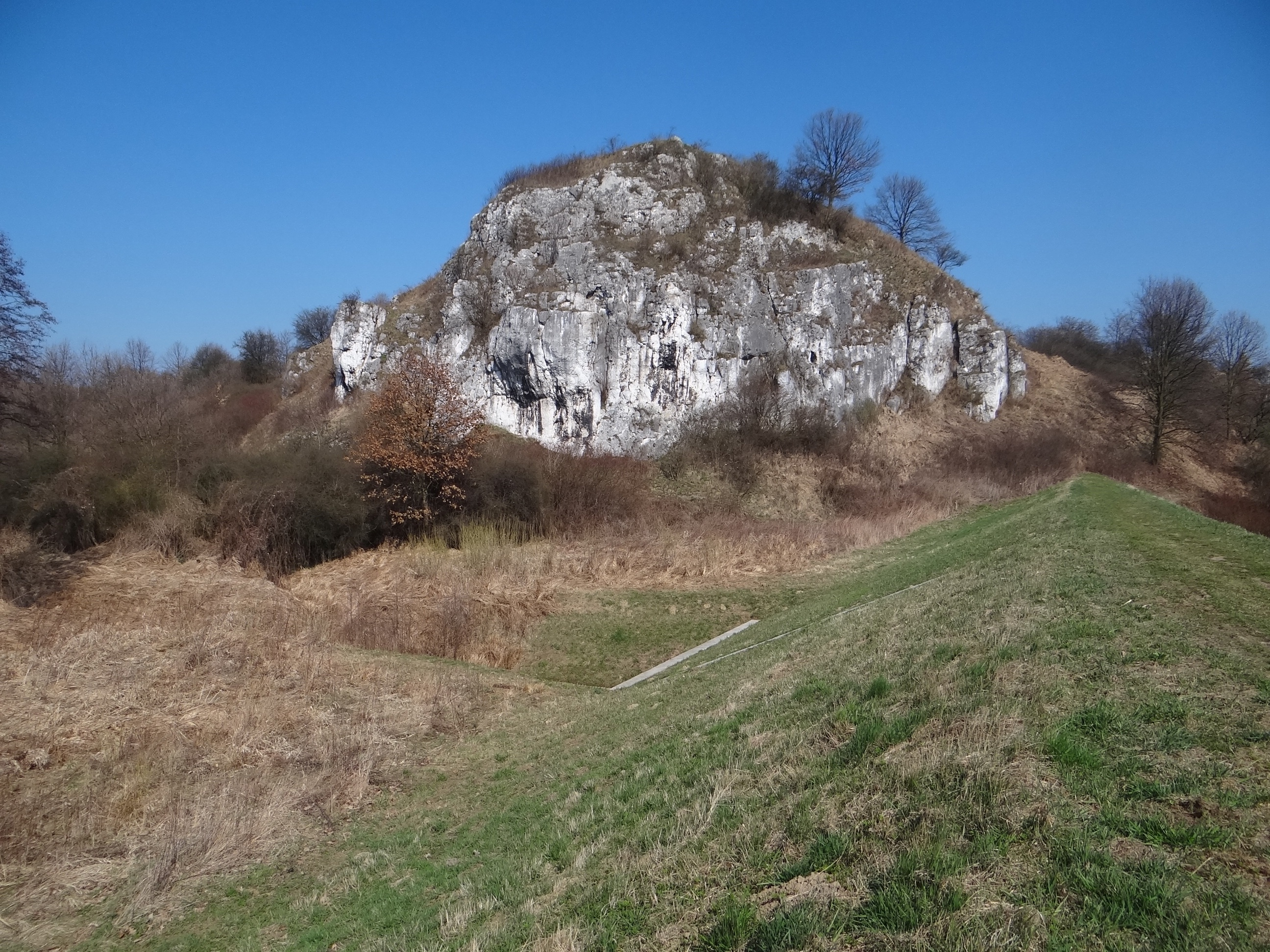
Ściana południowa

Kozierówka – jedna z trzech Skałek Piekarskich w miejscowości Piekary pod Krakowem. Czasami nazywana jest także Gołąbcem (lub na Gołąbcu), Fudalową Skałą lub po prostu Skałą. Jest jednym z wysuniętych na wschód ramion wzgórza Stróżnica (247 m) i najdalej na południe wysuniętą skałą w grupie Skałek Piekarskich. Ma postać wyizolowanego wzgórza zrębowego wznoszącego się około 30 m ponad terasą Wisły. Znajduje się w mezoregionie geograficznym zwanym Obniżeniem Cholerzyńskim.
Kozierówka zbudowana jest z nieuławiconych wapieni z okresu górnej jury. Brak w nich konkrecji krzemionkowych, jakie występują w innych Skałkach Piekarskich, natomiast na zwietrzałych powierzchniach dość licznie występują skamieniałości dawnych zwierząt: szczątki ramienionogów, jeżowców i gąbek z okresu jury. W skale występują liczne spękania ciosowe, ale zazwyczaj nieposzerzone. W piarżysku u podstawy skały można znaleźć dość liczne muszle trzech gatunków ślimaków, m.in. Helicella obvia.
Na szczycie Kozierówki jest okrągłe, duże zagłębienie. Jest to pozostałość po Grodzisku w Piekarach wybudowanym przez Konrada Mazowieckiego w 1246 r. Budowla zlokalizowana była na wzniesieniu o wybitnie obronnym charakterze. Z trzech stron opada ono urwistymi, skalistymi ścianami. Przesmyk łączący Kozierówkę ze Stróżnicą przekopano, tworząc fosę oddzielającą główny majdan grodziska od podegrodzia. Było ono w 1932 r. badane przez archeologów.
Kozieniec jest stanowiskiem archeologicznym także z innego powodu – w znajdującej się na nim Jaskini na Gołąbcu odkryto szczątki świadczące o przebywaniu w tym miejscu neandertalczyków – ludzi z okresu starszego paleolitu i są to jedne z najstarszych śladów ludzi na terenie Polski. Oprócz tej jaskini na Kozierówce znajduje się jeszcze Jaskinia na Gołąbcu Dolna.
Kozierówka jest także obiektem wspinaczki skalnej. Wspinacze nazywają ją Fudalową Skałą i poprowadzili na niej 9 dróg wspinaczkowych o trudności III+ – VI.4 w skali tatrzańskiej. Mają wystawę wschodnią, południowo-wschodnią, południową, południowo-zachodnią i długość 8–12 m. Część z nich posiada zamontowaną asekurację (ringi i stanowiska zjazdowe).